# توشيكو أويدا
توشيكو أويدا (باليابانية: 上田トシコ؛ بالكانا: うえだ としこ) هي مانغاكا يابانية، ولدت في 14 أغسطس 1917 في طوكيو في اليابان، وتوفي بنفس المكان في 7 مارس 2008.